# 롤프 호흐후트

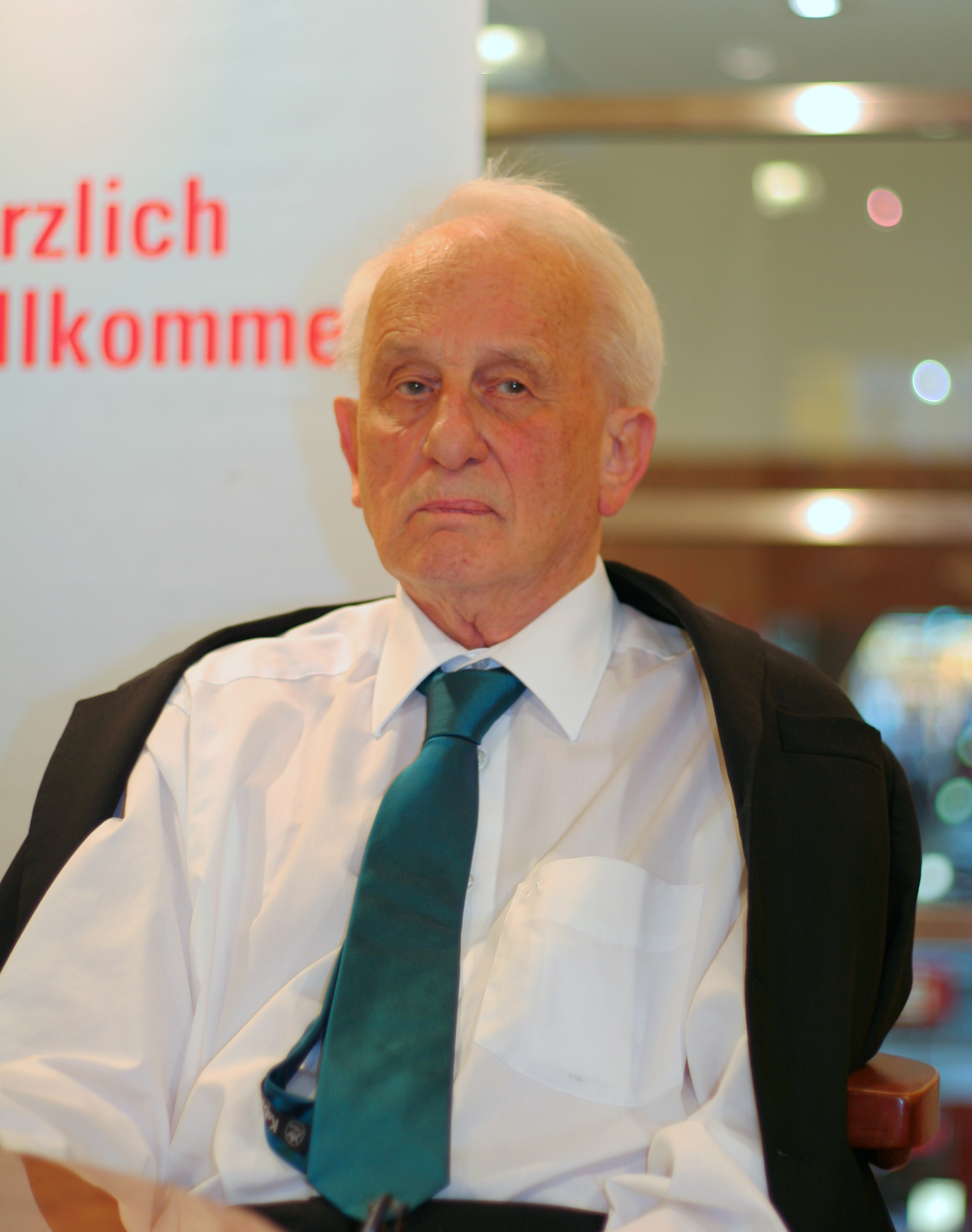
롤프 호흐후트 (2009년)

롤프 호흐후트(Rolf Hochhuth, 1931년 4월 1일 ~ 2020년 5월 13일)는 교황 피우스 12세의 유태인 학살에 대한 침묵을 소재로 한 <신의 대리자>(독어 Der Stellvertreter 영어,The Deputy, a Christian tragedy)라는 희곡을 쓴독일의 극작가다.
1963년 에르빈 피스카토어(Erwin Piscator)에 의해 베를린에서 초연된 <신의 대리자>는 전 유럽에 선풍을 일으켰다. 〈어느 기독교인의 비극〉(A Christian Tragedy)이라는 부제를 단 이 작품은 교황 피우스 12세의 유태인 박해에 대한 책임을 묻는 비판에 그치지는 않았다. 이 작품은 직접적인 정치적 효과를 나타내었다. 이 작품이 발표되자 연극적 성공과 더불어 흥분한 가톨릭 교도들의 데모로 이어졌고 나찌 치하 당시의 가톨릭 교회의 역할에 대한 토론이 광범위하게 전개되었다.
제2작 <병사들>(Soldiers: An Obituary for Geneva  독어:Soldaten. Nekrolog auf Genf, 1968)은 무차별 폭격을 추진한 처칠의 현실정치가로서의 책임을 추궁한 것인데, 그의 눈은 '권력과 모랄' 문제에 집중되고 있다. 제2작에서는 에브리만 극의 테두리를 사용하고 있는데 면밀한 사실고증에 바탕을 둔 호흐후트의 기록적인 연극은, 허구인 드라마 부문에선 고전적인 의미에서 영웅적인 인물이 등장하는 정통주의 기법을 쓰고 있다. 1970년에는 미국의 재벌, 상원의원을 등장시켜 미국의 정치지향(政治志向)을 비판한 <게릴라>를 발표하여 정치연극적 경향을 강하게 드러냈다.